# 诸圣堂 (斯特拉斯堡)

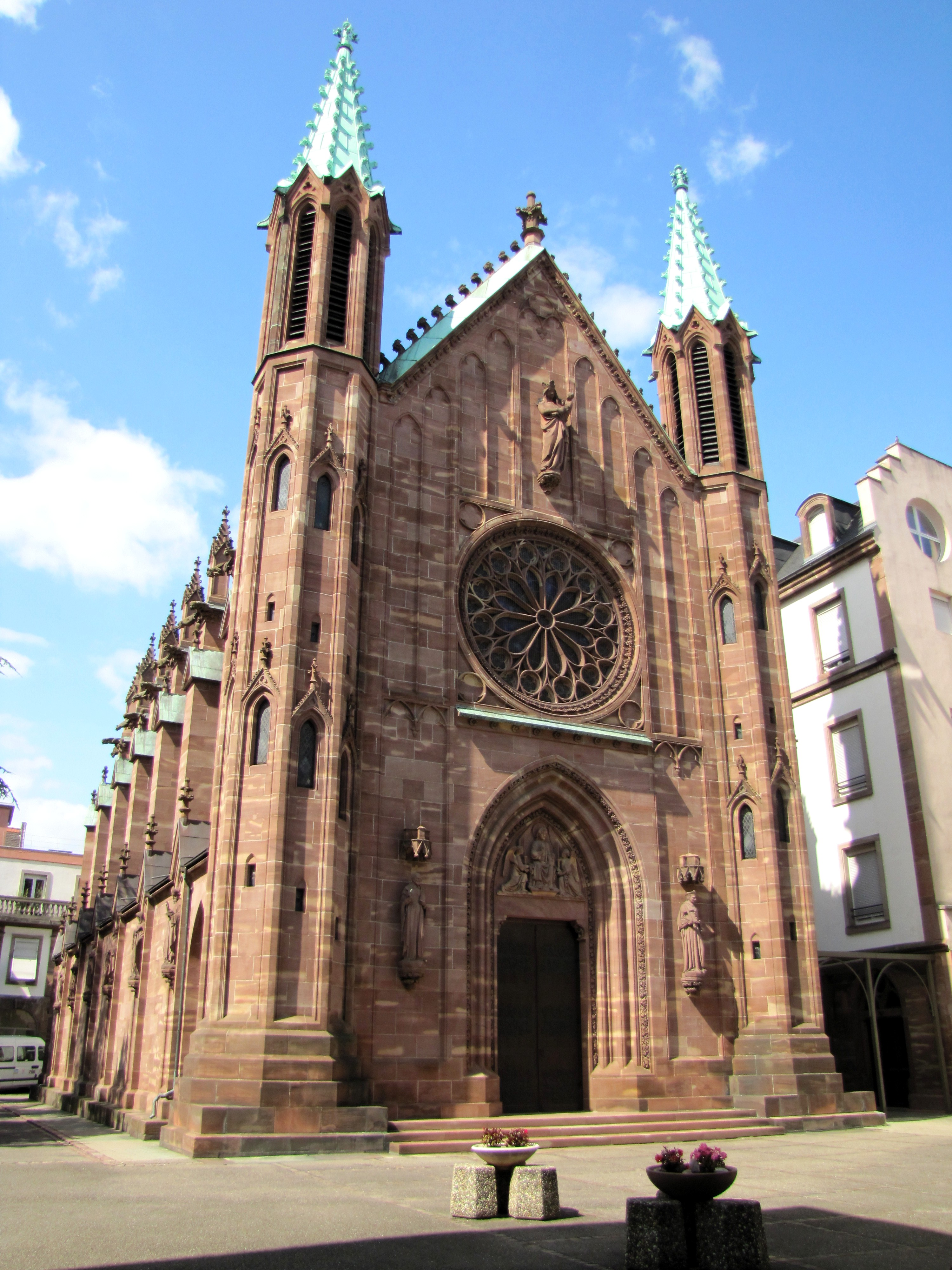
诸圣堂

诸圣堂（法语：Chapelle de la Toussaint）是一座罗马天主教小堂。该堂建于1855年，为哥特复兴式建筑风格，位于法国阿尔萨斯下莱茵省斯特拉斯堡des Halles区（quartier des Halles）同名街道的诸圣诊所（clinique de la Toussaint）内。建筑师尤金·佩蒂蒂（Eugène Petiti）。
门楣上有一尊耶稣基督祝福像。堂内还有若干雕像，包括一尊圣母子像和一些圣人像，包括圣 Odile，中殿顶部有滴水嘴兽。    

## 画廊

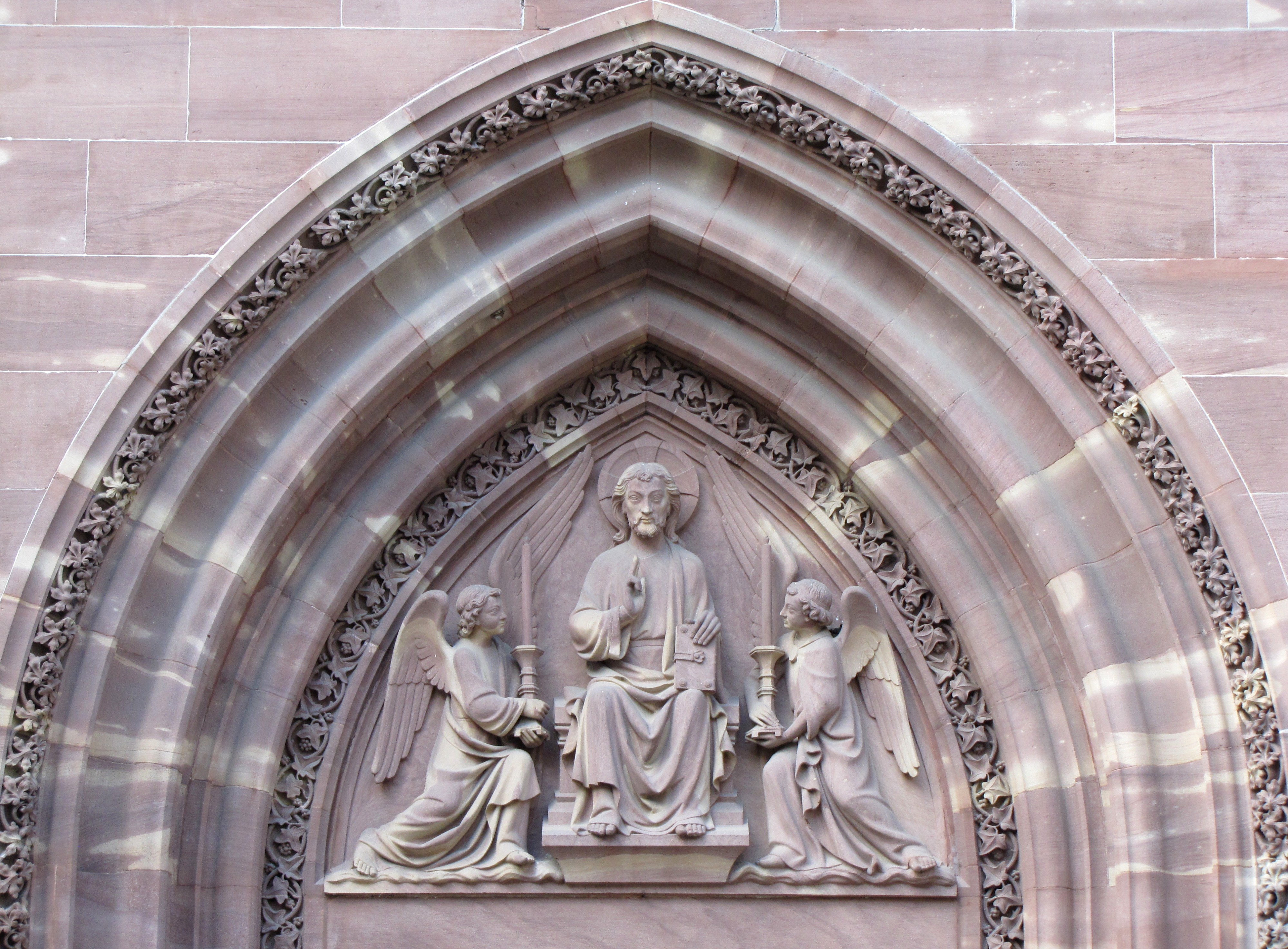
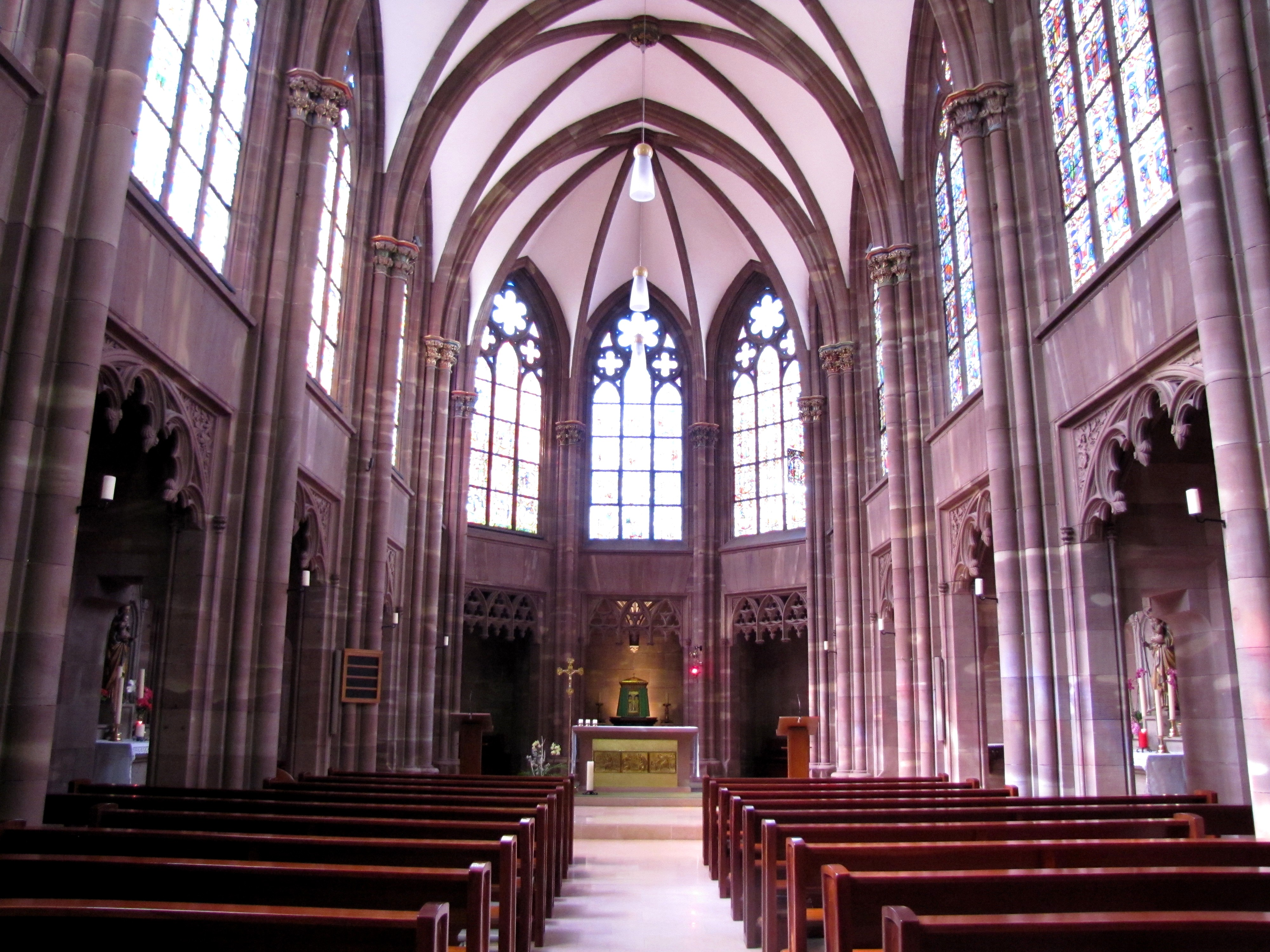
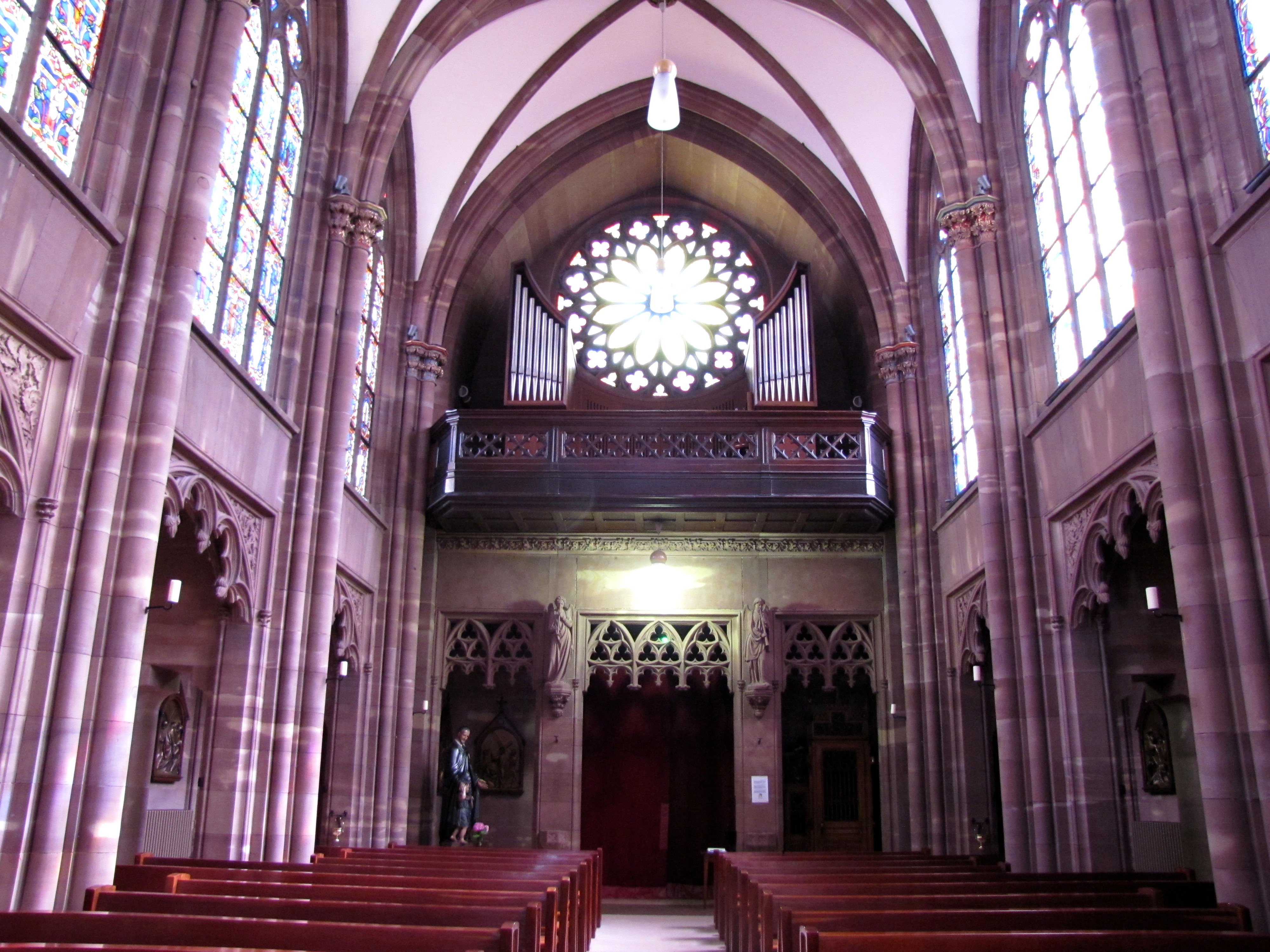
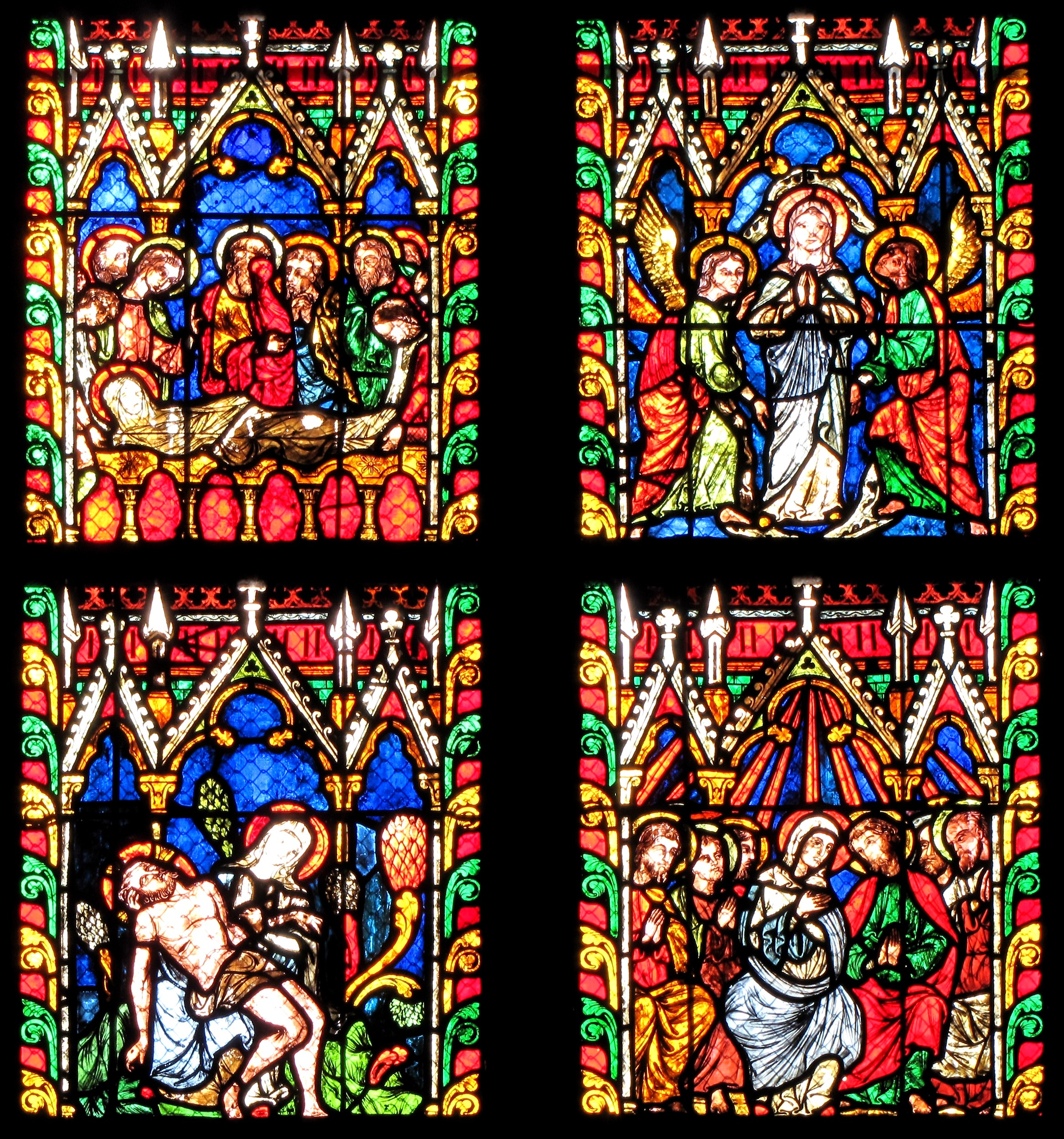